# Uomo mio bambino mio
Uomo mio bambino mio, pubblicato nel 1975, è il quindicesimo album in studio della cantante italiana Ornella Vanoni.

## Il disco
Realizzato con copertina apribile in cartone "effetto tela".
Mia Martini, non accreditata, è la seconda voce nel pezzo che dà il titolo all'LP.
Nell'LP "Album" uscito per il mercato d'oltralpe DECCA 260.010) troviamo molti brani cantati in lingua: Je sais (Conosco), Quand arrive t'il à l'amour(Di questo e d'altro), Je t'aime toi (Sincerità), Comme un reve (Come il vento), Tu ne sais pas me faire l'amour (Non sai fare l'amore).
Anche da questo disco, sono tratti 45 promozionali con la copertina standard Vanilla: Costruzione/La Luna è... OVR 516, Non sai fare l'amore/Uomo mio bambino mio OVR 520.
La prima edizione del supporto CD è del 1988 per la collana MusicA della CGD (CDLSM 100029) senza codice a barre sul retro copertina.
Uscito per il mercato spagnolo con il titolo di "Canta Canta" (Zafiro ZL-170) con copertina laminata apribile e con testi all'interno. Stesse foto dell'edizione italiana ma con grafica diversa. La successione dei brani è diversa sul lato A, dove come primo brano troviamo appunto "Canta Canta".
Per l'edizione sudamericana, la grafica e il titolo sono come per l'edizione spagnola ma la foto esterna scambiata con quella interna, e copertina a busta chiusa.
L'edizione giapponese è del 1978 (Seven Seas GP 593) con copertina frontale come l'edizione italiana ma a busta chiusa in cartone pesante e inserto con testi.
Sul lato A viene escluso il brano "Fili" ma è inclusa la sigla del programma Fatti e Fattacci: "Se dovessi cantarti".

## Tracce
1. Uomo mio bambino mio - 4:30 - (Sergepy-Sergio Bardotti-Maurizio Fabrizio)
2. Fili (Feeling) - 4:02 - (Giorgio Calabrese-Morris Albert)
3. Sincerità - 4:02 - (Mario Guarnera)
4. Di questo e d'altro - 4:15 - (Giorgio Calabrese - Dario Baldan Bembo)
5. Canta canta (Canta canta minha gente) - 2:28 - (Giorgio Calabrese - Martinho da Vila)
6. Costruzione (Costruçao) - 4:47 - (Sergio Bardotti-Chico Buarque de Hollanda)
7. La luna è... (The moon is a harsh mistress) - 2:57 - (Giorgio Calabrese - Jimmi Webb)
8. Conosco - 3:37 - (Claudio Daiano - C. Castellari)
9. Non sai fare l'amore - 3:08 - (Paolo Limiti - S. Fabrizio)
10. Come il vento - 4:40 - (S. Fabrizio - Maurizio Fabrizio)

## Musicisti

### Artista
- Ornella Vanoni - voce

### Arrangiamenti
- orchestra di Gianfranco Lombardi d'Aquino,
- orchestra di Gianni Mazza - tracce 3, 5/7, 11